# 米亞斯基夫卡
49°58′15″N 28°11′42″E / 49.97083°N 28.19500°E
米亞斯基夫卡（烏克蘭語：М'ясківка），是烏克蘭北部的村莊，隸屬日托米爾州的日托米爾區。該村面積30.4平方公里，海拔高度257米，2001年人口14，人口密度每平方公里6.86人。